# Голубой дворец (Цетине)
Голубой дворец (черног. Plavi dvorac) — представительское здание в Цетине, столице Черногории, официальная резиденция президента Черногории.

## История
Дворец был возведён по приказу князя Николы I для наследника престола Данило Александра, который жил здесь со своей женой Юттой (в православии Милицей) до 1916 года.
Строительство велось в 1894-1895 годах по проекту итальянского архитектора Камилло Боито. В 1910 году во дворец было проведено электричество.
Во времена Югославии здание использовалось как галерея для выставок. С 2010 года, после реставрации — дворец главы государства.